# Перито-Морено (национальный парк)
Национальный парк Перито-Морено (исп. Parque Nacional Perito Moreno) — национальный парк, расположенный в Патагонии (Южная Америка), на территории аргентинской провинции Санта-Крус в западной её части, на границе с Чили.

## История
Национальный парк Перито-Морено был создан декретом президента Аргентины от 10 мая 1937 года и назван в честь аргентинского учёного-исследователя Франсиско Паскасио Морено.

## Описание

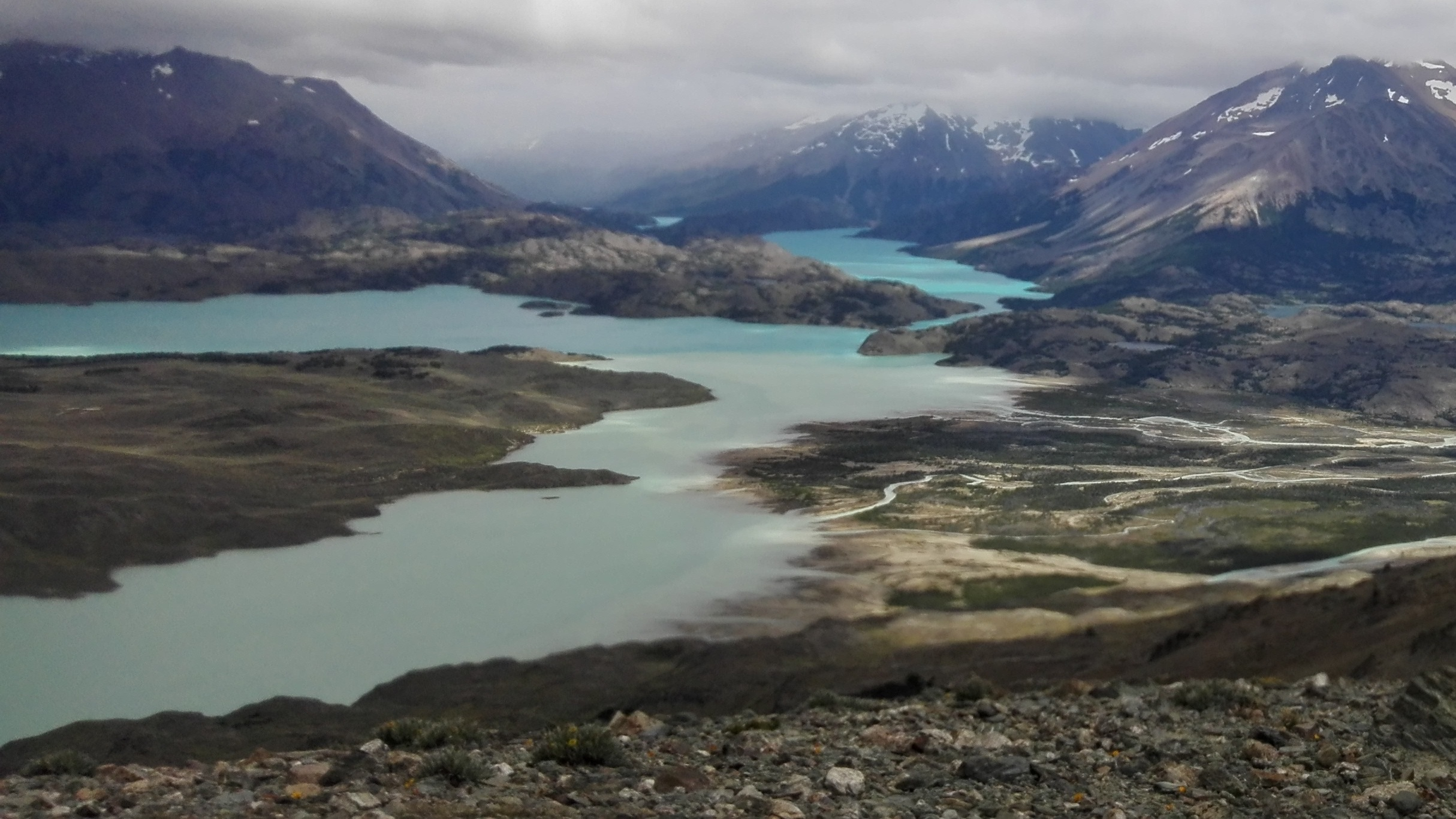
Панорама парка Перито-Морено

Основная часть территории парка расположена на высоте около 900 м над уровнем моря. Горные хребты Андских Кордильер пересекают его с востока на запад и с севера на юг.
Рядом с парком на территории Чили находится гора Сан-Лоренсо высотой 3707 м над уровнем моря.
На территории парка находится несколько ледниковых озёр, в том числе озеро Бурмейстер и озеро Бельграно.

## Климат
Парк Перито-Морено отличается суровыми климатическими условиями. Зимние температуры здесь часто опускаются до −30 °C. Летом воздух редко прогревается выше +15 °C. Осадки выпадают редко. Восточная часть территории парка находится в зоне сухих степей. На горных склонах в западной части парка осадков больше. Вся территория парка подвержена круглогодичному воздействию сильных ветров.

## Флора и фауна
По берегам озёр растут леса из нотофагусов.
Фауна парка насчитывает 24 вида млекопитающих, в том числе гуанако, пумы, карликовые броненосцы.
На территории парка отмечено 115 видов птиц, в том чиле чилийский фламинго, сокол сапсан, андский кондор.